# Luka Jamnik
Luka Jamnik, slovenski rimskokatoliški duhovnik, * (?) 1647 (?), † 25. maj 1698, Ruše.

## Življenjepis
Ruška kronika iz leta 1655 navaja, da je bil Jamnik med učenci domače latinske šole. V duhovnika je bil posvečen 1672, nato je bil od leta 1673 do 1675 kaplan v Gornjem Gradu in do aprila 1676 na Lovrencu na Pohorju, nato pa župnik v Rušah kjer je bil zelo delaven. Dal je razširiti in na novo opremiti cerkev, leta 1685 postaviti novo kaplanijo in 1689 novo župnišče, dal 1678 sredi vasi izkopati vodnjak, posebno skrb pa je namenil latinski šoli, ki je pod njegovim vodstvom dosegla višek. Po vzoru jezuitskih šolskih komedij je 1680 uvedel v ruški latinski šoli uprizarjanje verskih gledaliških iger, vsaj nekatere med njimi deloma tudi v slovenskem jeziku.

## Ruške verske igre
Ruške verske igre so se izvajale od leta 1680 do 1722. Z igrami, katere so se izvajali domači igralci, učenci latinske šole, na odru ob cerkvenem obzidju se je zaključilo šolsko leto, namenjene pa so bile predvsem romarjem na ruško nedeljo (Ime Marijino), ko se je v Rušah odvijal velik vsakoletni cerkveni shod, oziroma so se igrale tudi prejšnji večer na tako imenovano ruško soboto. Snov je bila verska, podana z moralno-pučno tendenco. Tudi o jeziku v katerem so se igre vršile kronika molči; edino za deklamacijo »De Joviniano Imperatore mire correcto« in še za eno drugo deklamacijo izvajano 13. junija 1700 viri navajajo, da je bila na ruško nedeljo govorjena v nemščini, na ruško soboto istega leta pa v slovenskem jeziku. Avtorja teksta sta bila benediktinca Siegfrid in Aegydius. Tako originalna teksta kot slovenska prevoda nista ohranjena, ker sta bila uničena, ko je župnišče pogorelo. Kdo je pisal tekste za vse ostale igre pa ni znano.